# Марія Емануіл
Марія Емануіл Саксонський (нім. Maria Emanuel Prinz von Sachsen Herzog zu Sachsen нар.31 січня 1926 — 23 липня 2012) — німецький принц, Голова Саксонського королівського дому (9 квітня 1968 — 23 липня 2012), титулярний король Саксонії та претендент на трон Польщі.

## Біографія
Народився 31 січня 1926 року в замку Прюфенінг (Баварія). Старший син спадкоємця Саксонської корони Фрідріха Крістіана Саксонського (1893—1968) і принцеси Елізавети Єлени Турн-і-Таксіс (1903—1976). В 1943 році був арештований поліцією Третього Рейху та засуджений до смертної кари. В 1945 році звільнений з концтабору Радянською армією.
31 січня 1963 року одружився з принцесою Анастасією Ангальтською (1940 р.н), донькою принца Евгенія Ангальського і Анастасії Юнгмайер, онукою передостаннього герцога Ангальського Едуарда фон Ангальт.
9 квітня 1968 року після смерті свого батька став головою Саксонського королівського дому, спадкоємцем корони Саксонії та Польщі. Польські монархісти спираючись на Травневу Конституцію Станіслава II Понятовського розглядали його як основного претендента на польського короля.
Помер 23 липня 2012 року в Ла-Тур-де-Пе.